# Bottle Shock
Bottle Shock es una película de 2008, una comedia dramática basada en la competencia de vino, cuando el vino de California derrotó al vino francés en una prueba a ciegas. Protagonizada por Alan Rickman, Chris Pine y Bill Pullman y dirigida por Randall Miller, quien escribió el guion junto con Jody Savin y Ross Schwartz. Se estrenó en el Festival de Cine de Sundance 2008.

## Reparto
| Actor            | Personaje         |
| ---------------- | ----------------- |
| Alan Rickman     | Steven Spurrier   |
| Bill Pullman     | Jim Barrett       |
| Chris Pine       | Bo Barrett        |
| Rachael Taylor   | Sam Fulton        |
| Freddy Rodríguez | Gustavo Brambila  |
| Eliza Dushku     | Joe               |
| Dennis Farina    | Maurice           |
| Bradley Whitford | Profesor Saunders |

## Banda sonora
| Pista | Título                     | Intérprete                               |
| ----- | -------------------------- | ---------------------------------------- |
| 1     | China Grove                | The Doobie Brothers                      |
| 2     | Les Temps Des Cerises      | Scottie Haskell                          |
| 3     | Rock Steady                | Bad Company                              |
| 4     | Drivin' Wheel              | Foghat                                   |
| 5     | Un Bel Di Vedremo          | Maria Callas y la Philharmonia Orchestra |
| 6     | Spirit                     | The Doobie Brothers                      |
| 7     | Stand Back                 | The Allman Brothers Band                 |
| 8     | Toulouse Street            | The Doobie Brothers                      |
| 9     | Jump Into The Fire         | Harry Nilsson                            |
| 10    | I Need You                 | America                                  |
| 11    | Listen to the Music        | The Doobie Brothers                      |
| 12    | Drinking Wine Spo-De-O-Dee | Stick McGhee                             |